# Alumari
Xiabadim Abu Alabaz Amade ibne Alfadle Alumari (Chihab Addin Abul-Abbas Ahmad ben Fadhl al-Umari, lit. "Xiabadim Abul Abaz Amade, filho de Fadal Alumari" (1300 – 1384), melhor conhecido somente como Alumari, foi um historiador árabe. Alumari visitou o Cairo pouco após mansa mali Muça I peregrinar a Meca, e seus escritos foram primeiramente usados no legendário haje. Em particular, Alumari escreveu que Muça despendeu muito ouro no Egito por décadas, um história que é frequentemente utilizada para descrever a riqueza do Império do Mali.